# Leichtathletik-Halleneuropameisterschaften 1978
Die 9. Leichtathletik-Halleneuropameisterschaften fanden am 11. und 12. März 1978 in Mailand (Italien) statt. Austragungsort war der Palazzo dello Sport.

## Ergebnisse Männer

### 60 m
| Platz | Athlet             | Land | Zeit (s) |
| ----- | ------------------ | ---- | -------- |
| 1     | Nikolai Kolesnikow | URS  | 6,64     |
| 2     | Petar Petrow       | BUL  | 6,66     |
| 3     | Alexandr Aksinin   | URS  | 6,73     |
| 4     | Marian Woronin     | POL  | 6,75     |
| 5     | Giovanni Grazioli  | ITA  | 6,76     |
| 6     | Bernard Petitbois  | FRA  | 6,84     |

Finale am 11. März

### 400 m
| Platz | Athlet              | Land | Zeit (s) |
| ----- | ------------------- | ---- | -------- |
| 1     | Pietro Mennea       | ITA  | 46,51    |
| 2     | Ryszard Podlas      | POL  | 46,55    |
| 3     | Nikolai Tschernezki | URS  | 46,72    |
| 4     | Željko Knapić       | YUG  | 47,83    |

Finale am 12. März

### 800 m
| Platz | Athlet           | Land | Zeit (min) |
| ----- | ---------------- | ---- | ---------- |
| 1     | Markku Taskinen  | FIN  | 1:47,4     |
| 2     | Olaf Beyer       | GDR  | 1:47,7     |
| 3     | Roger Milhau     | FRA  | 1:47,8     |
| 4     | Marian Gęsicki   | POL  | 1:48,1     |
| 5     | Rolf Gysin       | SUI  | 1:49,3     |
| 6     | Gabriele Ferrero | ITA  | 1:49,5     |

Finale am 12. März

### 1500 m
| Platz | Athlet              | Land | Zeit (min) |
| ----- | ------------------- | ---- | ---------- |
| 1     | Antti Loikkanen     | FIN  | 3:38,2     |
| 2     | Thomas Wessinghage  | FRG  | 3:38,2     |
| 3     | Jürgen Straub       | GDR  | 3:40,2     |
| 4     | José Manuel Abascal | ESP  | 3:40,3     |
| 5     | Anatolii Mamontov   | URS  | 3:41,1     |
| 6     | János Zemen         | HUN  | 3:43,0     |
| 7     | Francis Gonzalez    | FRA  | 3:43,4     |
| 8     | Joost Borm          | NED  | 3:45,2     |

Finale am 12. März

### 3000 m
| Platz | Athlet          | Land | Zeit (min) |
| ----- | --------------- | ---- | ---------- |
| 1     | Markus Ryffel   | SUI  | 7:49,5     |
| 2     | Emiel Puttemans | BEL  | 7:49,9     |
| 3     | Jörg Peter      | GDR  | 7:50,1     |
| 4     | Dan Glans       | SWE  | 7:51,2     |
| 5     | Klaas Lok       | NED  | 7:51,4     |
| 6     | Karl Fleschen   | FRG  | 7:53,9     |
| 7     | Paul Thys       | BEL  | 7:55,7     |
| 8     | Venanzio Ortis  | ITA  | 7:55,8     |

Finale am 12. März

### 60 m Hürden
| Platz | Athlet                  | Land | Zeit (s) |
| ----- | ----------------------- | ---- | -------- |
| 1     | Thomas Munkelt          | GDR  | 7,65     |
| 2     | Wjatscheslaw Kulebjakin | URS  | 7,72     |
| 3     | Giuseppe Buttari        | ITA  | 7,86     |
| 4     | Berwyn Price            | GBR  | 8,12     |
| 5     | Jan Pusty               | POL  | 8,15     |
| 6     | Arto Bryggare           | FIN  | 9,05     |

Finale am 12. März

### Hochsprung
| Platz | Athlet                 | Land | Höhe (m) |
| ----- | ---------------------- | ---- | -------- |
| 1     | Wladimir Jaschtschenko | URS  | 2,35     |
| 2     | Rolf Beilschmidt       | GDR  | 2,29     |
| 3     | Wolfgang Killing       | FRG  | 2,27     |
| 4     | Aljaksandr Hryhorjeu   | URS  | 2,25     |
| 5     | Sergei Senjukow        | URS  | 2,21     |
| 6     | Oscar Raise            | ITA  | 2,21     |
| 7     | Jacek Wszoła           | POL  | 2,21     |
| 8     | Bernd Mühle            | FRG  | 2,18     |

Finale am 12. März

### Stabhochsprung
| Platz | Athlet                | Land | Höhe (m) |
| ----- | --------------------- | ---- | -------- |
| 1     | Tadeusz Ślusarski     | POL  | 5,45     |
| 2     | Wladimir Trofimenko   | URS  | 5,40     |
| 3     | Wladimir Sergijenko   | URS  | 5,40     |
| 4     | Jurij Prochorenko     | URS  | 5,40     |
| 5     | Władysław Kozakiewicz | POL  | 5,40     |
| 6     | Günther Lohre         | FRG  | 5,30     |
| 7     | François Tracanelli   | FRA  | 5,20     |
| 8     | Philippe Houvion      | FRA  | 5,20     |

Finale am 11. März

### Weitsprung
| Platz | Athlet            | Land | Weite (m) |
| ----- | ----------------- | ---- | --------- |
| 1     | László Szalma     | HUN  | 7,83      |
| 2     | Ronald Desruelles | BEL  | 7,75      |
| 3     | Wladimir Zepeljow | URS  | 7,73      |
| 4     | Carlo Arrighi     | ITA  | 7,71      |
| 5     | Åke Fransson      | SWE  | 7,68      |
| 6     | Gilbert Zante     | FRA  | 7,64      |
| 7     | Ulf Jarfelt       | SWE  | 7,64      |
| 8     | Jens Knipphals    | FRG  | 7,35      |

Finale am 12. März

### Dreisprung
| Platz | Athlet            | Land | Weite (m) |
| ----- | ----------------- | ---- | --------- |
| 1     | Anatoli Piskulin  | URS  | 16,82     |
| 2     | Keith Connor      | GBR  | 16,53     |
| 3     | Alexandr Jakowlew | URS  | 16,47     |
| 4     | Carol Corbu       | ROU  | 16,41     |
| 5     | Paolo Piapan      | ITA  | 16,25     |
| 6     | Ramón Cid         | ESP  | 16,20     |
| 7     | David Johnson     | GBR  | 16,13     |
| 8     | Janoš Hegediš     | YUG  | 16,12     |

Finale am 12. März

### Kugelstoßen
| Platz | Athlet                | Land | Weite (m) |
| ----- | --------------------- | ---- | --------- |
| 1     | Reijo Ståhlberg       | FIN  | 20,48     |
| 2     | Władysław Komar       | POL  | 20,16     |
| 3     | Geoff Capes           | GBR  | 20,11     |
| 4     | Alexandr Baryschnikow | URS  | 19,95     |
| 5     | Gerhard Steines       | FRG  | 19,81     |
| 6     | Jaroslav Brabec       | TCH  | 19,36     |
| 7     | Marco Montelatici     | ITA  | 19,27     |
| 8     | Jean-Pierre Egger     | SUI  | 19,04     |

Finale am 12. März

## Ergebnisse Frauen

### 60 m
| Platz | Athletin              | Land | Zeit (s) |
| ----- | --------------------- | ---- | -------- |
| 1     | Marlies Göhr          | GDR  | 7,12     |
| 2     | Linda Haglund         | SWE  | 7,13     |
| 3     | Ljudmila Storoschkowa | URS  | 7,27     |
| 4     | Wera Anissimowa       | URS  | 7,30     |
| 5     | Petra Sharp           | FRG  | 7,35     |
| 6     | Chantal Réga          | FRA  | 7,38     |

Finale am 12. März

### 400 m
| Platz | Athletin            | Land | Zeit (s) |
| ----- | ------------------- | ---- | -------- |
| 1     | Marina Sidorowa     | URS  | 52,42    |
| 2     | Rita Bottiglieri    | ITA  | 53,18    |
| 3     | Karoline Käfer      | AUT  | 53,56    |
| 4     | Marija Kultschunowa | URS  | 54,77    |

Finale am 12. März

### 800 m
| Platz | Athletin              | Land | Zeit (min) |
| ----- | --------------------- | ---- | ---------- |
| 1     | Ulrike Bruns          | GDR  | 2:02,3     |
| 2     | Totka Petrowa         | BUL  | 2:02,5     |
| 3     | Mariana Suman         | ROU  | 2:03,4     |
| 4     | Anne-Marie Van Nuffel | BEL  | 2:03,8     |
| 5     | Heike Roock           | GDR  | 2:03,8     |
| 6     | Verona Elder          | GBR  | 2:09,2     |

Finale am 12. März

### 1500 m
| Platz | Athletin              | Land | Zeit (min) |
| ----- | --------------------- | ---- | ---------- |
| 1     | Ileana Silai          | ROU  | 4:07,1     |
| 2     | Natalia Mărășescu     | ROU  | 4:07,4     |
| 3     | Brigitte Kraus        | FRG  | 4:07,6     |
| 4     | Wessela Jazinska      | BUL  | 4:10,5     |
| 5     | Silvana Cruciata      | ITA  | 4:12,5     |
| 6     | Christiane Wartenberg | GDR  | 4:14,1     |
| 7     | Irén Lipcsei          | HUN  | 4:18,4     |
| 8     | Rumjana Tschawdarowa  | BUL  | 4:32,0     |

Finale am 12. März

### 60 m Hürden
| Platz | Athletin           | Land | Zeit (s) |
| ----- | ------------------ | ---- | -------- |
| 1     | Johanna Klier      | GDR  | 7,94     |
| 2     | Grażyna Rabsztyn   | POL  | 8,07     |
| 3     | Silvia Kempin      | FRG  | 8,15     |
| 4     | Tatjana Anissimowa | URS  | 8,17     |
| 5     | Zofia Bielczyk     | POL  | 8,26     |
| 6     | Lidija Guschewa    | BUL  | 8,32     |

Finale am 11. März

### Hochsprung
| Platz | Athletin           | Land | Höhe (m) |
| ----- | ------------------ | ---- | -------- |
| 1     | Sara Simeoni       | ITA  | 1,94     |
| 2     | Brigitte Holzapfel | FRG  | 1,91     |
| 3     | Urszula Kielan     | POL  | 1,88     |
| 4     | Andrea Mátay       | HUN  | 1,88     |
| 5     | Mirjam van Laar    | NED  | 1,88     |
| 6     | Milada Karbanová   | TCH  | 1,88     |
| 7     | Nadseja Marynenka  | URS  | 1,88     |
| 8     | Annette Harnack    | FRG  | 1,85     |

Finale am 11. März

### Weitsprung
| Platz | Athletin          | Land | Weite (m) |
| ----- | ----------------- | ---- | --------- |
| 1     | Jarmila Nygrýnová | TCH  | 6,62      |
| 2     | Ildikó Erdélyi    | HUN  | 6,49      |
| 3     | Sue Reeve         | GBR  | 6,48      |
| 4     | Jacqueline Curtet | FRA  | 6,44      |
| 5     | Heidemarie Wycisk | GDR  | 6,38      |
| 6     | Gina Panait       | ROU  | 6,34      |
| 7     | Anna Włodarczyk   | POL  | 6,31      |
| 8     | Karin Hänel       | FRG  | 6,28      |

Finale am 11. März

### Kugelstoßen
| Platz | Athletin           | Land | Weite (m) |
| ----- | ------------------ | ---- | --------- |
| 1     | Helena Fibingerová | TCH  | 20,67     |
| 2     | Margitta Droese    | GDR  | 19,77     |
| 3     | Eva Wilms          | FRG  | 19,24     |
| 4     | Elena Stojanowa    | BUL  | 19,22     |
| 5     | Zdeňka Bartoňová   | TCH  | 18,16     |
| 6     | Beatrix Philipp    | FRG  | 17,51     |
| 7     | Cinzia Petrucci    | ITA  | 16,59     |
| 8     | Léone Bertimon     | FRA  | 16,08     |

Finale am 12. März